# Альберик де Юмбер
Альбери́к де Юмбе́р (фр. Albéric de Humbert), также Обри́ де Юмбе́р (Умбер, Гумбер; фр. Aubry de Humbert) — архиепископ Реймса с 1207 по 1218 год.
Вероятно, родился в Лане в конце XII века. Обучался в Парижском университете. В 1207 (по иным источникам — в 1206) году был назначен архиепископом Реймса. После пожара 1210 года, в котором сгорел старый Реймсский собор, в 1211 году инициировал строительство нового и заложил первый камень в постройку. Возможно, именно он был изображён в центре не сохранившегося до наших дней напольного лабиринта, выложенного из плиток в нефе собора.
В 1215 году участвовал в Четвёртом Латеранском соборе.
Принимал непосредственное участие в Альбигойском и Пятом крестовых походах. Возвращаясь из Святой земли, попал в плен, но был освобождён рыцарями ордена Калатравы.
Умер в Италии, в Павии, 24 декабря 1218 года. Предполагается, что тело его привезли в Реймс, где он и был похоронен.
Автор несохранившегося сборника проповедей, в которых говорил о необходимости презрения земных благ и нестяжательстве. В связи с этим современники, в частности, Жак де Витри, обвиняли де Юмбера в непоследовательности, так как он принял сан архиепископа, несовместимый с проповедуемой им бедностью.